# Meurtre de Mary Quigley
Pour les articles homonymes, voir Quigley.
L'américaine Mary Elizabeth Quigley née le 28 février 1960 et morte assassinée le 10 septembre 1977 était une victime dont la mort a été une affaire classée pendant près de 30 ans avant d'être finalement résolue. Mary était en terminale au lycée de Santa Clara en Californie. Elle avait assisté à une fête de la bière et en était partie tard dans la soirée du vendredi 9 septembre 1977. Son corps a été retrouvé le lendemain à environ 300 mètres de là, pendu à une clôture en mailles de chaîne dans le parc de Washington (aujourd'hui le parc du Mémorial de la guerre) à Santa Clara. Le procureur avait indiqué qu'elle fut non seulement étranglée mais aussi violée.
Le meurtre de Quigley est resté non résolu pendant trois décennies jusqu'en 2005, lorsque les enquêteurs ont soumis des preuves au laboratoire de police scientifique du comté de Santa Clara pour une analyse ADN. C'est alors que Richard Archibeque, qui était le camarade de classe de Quigley, a été identifié comme le suspect. L'équivalence de son ADN a pu être obtenu grâce au fait qu'il avait été condamné pour le viol et l'agression d'une autre lycéenne.

## Les faits

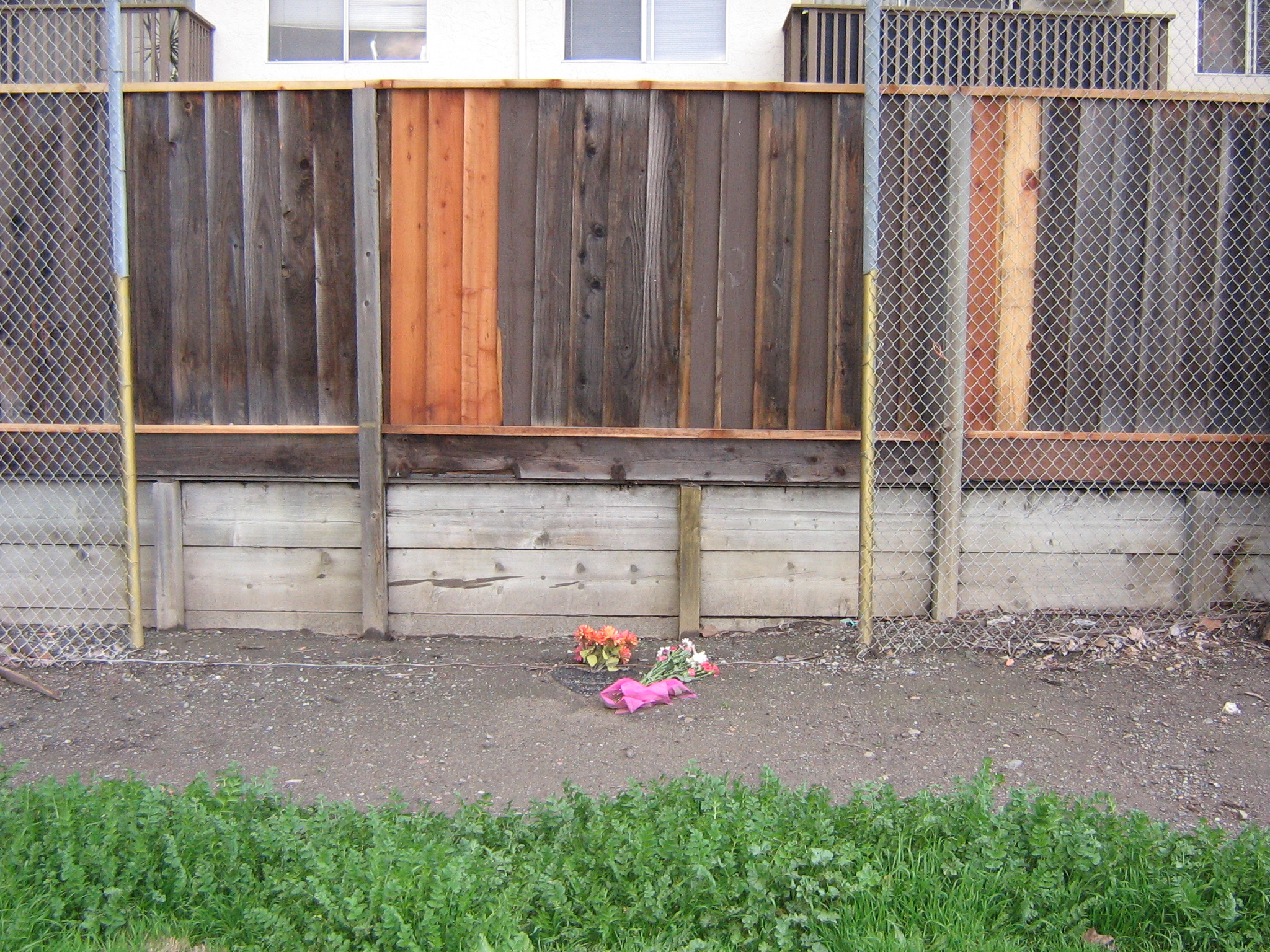
La scène du crime en 2009

Dans la nuit du 9 septembre 1977, Quigley est allée à une fête dans une maison située aux alentours de Monroe and Market Streets. Un de ses amis lui aurait proposé de la ramener chez elle, mais a fini par la laisser. Des témoins ont déclaré avoir vu l'adolescente quitter la fête à pied vers minuit - on ne l'a plus jamais revue vivante. Elle était censée se rendre chez elle, mais elle n'y est jamais arrivée.
Le corps de Quigley a été découvert vers midi le 10 septembre 1977. Il est apparu à la personne qui a découvert son corps qu'elle avait été battue. Son corps était maintenu en position assise avec une manche de sa veste enroulée autour de son cou et l'autre manche attachée à une clôture anticyclone à un terrain de football adjacent au lycée. Son jean était attaché à son poignet gauche et son caleçon se trouvait à l'intérieur d'une jambe du jean. Un sac à main était posé sur le jean, avec sa poignée et son contenu, dans l'herbe. Sa blouse et son soutien-gorge intacts se trouvaient à 3,5 mètres de la clôture, le soutien-gorge étant enroulé autour du bras intérieur de la blouse. Ses chaussettes et ses chaussures étaient sur ses pieds. Elle avait de l'herbe et des brindilles dans les cheveux, sur la poitrine, et sous la ligature et le collier autour de son cou. Du sang coulait sur sa poitrine, des marques visibles sur son visage, son cou, ses épaules et autour de ses seins, et des fourmis vivantes sur son visage, son cou et son dos. Des traces de pneus ont été trouvées dans l'herbe menant à la clôture anticyclone, mais aucune marque de traînée n'a été trouvée.

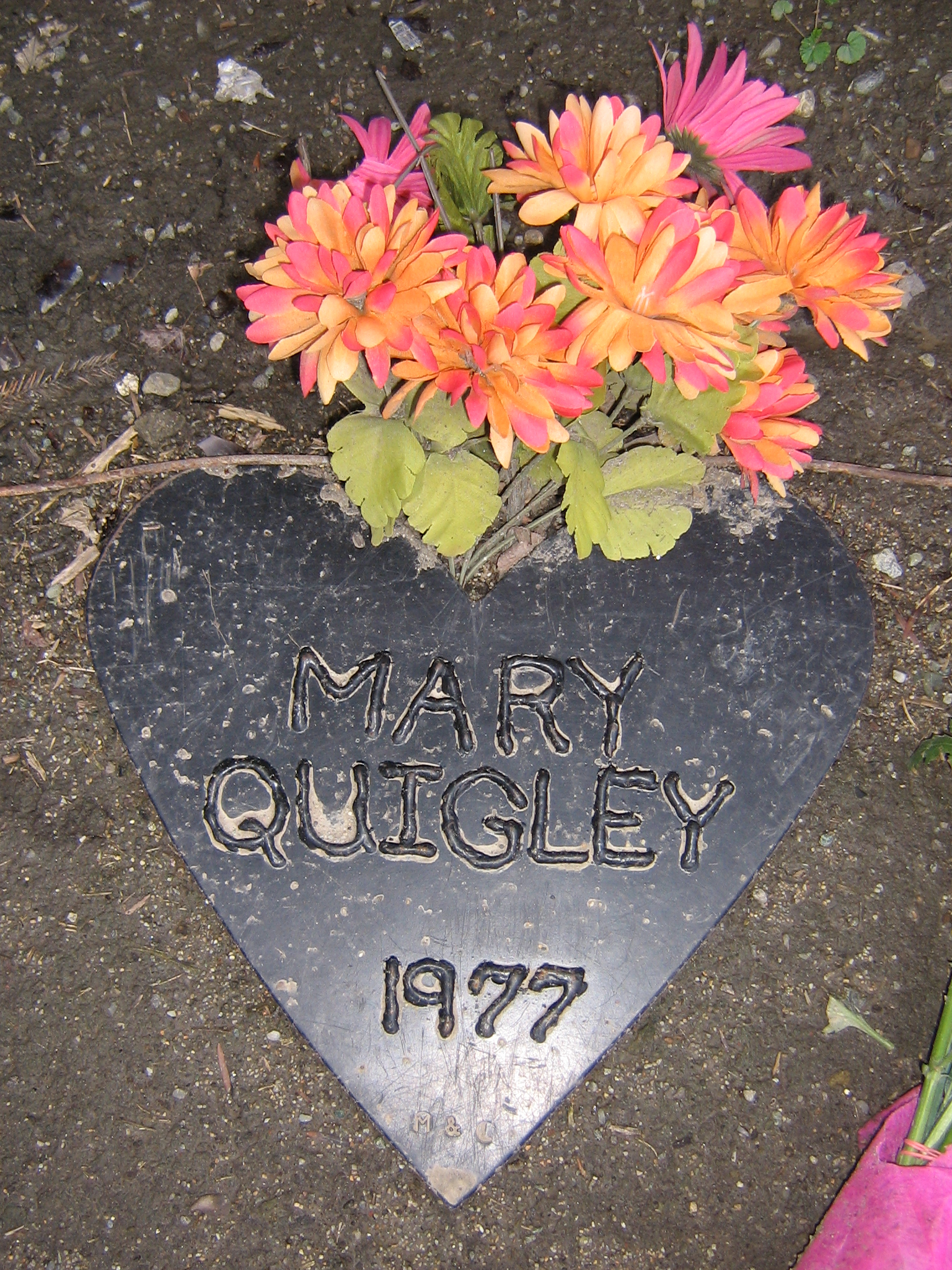
Pierre tombale mise par les amis de Mary sur la scène du crime.

L'autopsie de Quigley a été pratiquée entre 10h30 et 13h00, le 11 septembre 1977. Elle n'a révélé aucune blessure génitale, vaginale ou anale récente. Du sperme a été trouvé sur ses parties génitale et anale, elle a donc eu des rapports sexuels dans les 72 heures précédant son autopsie, mais l'autopsie n'a pas révélé s'ils étaient consentis ou non. Quigley avait une alcoolémie de 0,02 au moment de sa mort, mais elle a été testée négative pour la drogue. La cause de sa mort est une strangulation par ligature. Les marques sur son cou et ses blessures internes correspondent au fait qu'elle ait été étranglée par derrière alors qu'elle se débattait et tentait de s'agripper à la ligature, puis qu'elle a été attachée à la clôture après sa mort. La strangulation manuelle par ligature est un acte violent ; "il y a lutte, quelqu'un vous comprime le cou et vous vous agrippez à votre cou". Les blessures de Quigley n'étaient pas compatibles avec le fait qu'elle soit morte après avoir été suspendue à la clôture. Les marques sur ses jambes, son abdomen, ses seins et son visage correspondaient aux activités des fourmis post-mortem.

## Le procès et la condamnation de Richard Archibeque
Pour ce crime, aucun suspect ne fut immédiatement interpellé ni même identifié. Malgré les pressions maintenues par les amis et camarades de classe de Quigley sur les forces de l'ordre, il aura fallu trois décennies pour que cette affaire connaisse un épilogue. En effet, c'est en 2005 que le détective Wahid Kazem a soumis à nouveau les preuves de l'enquête sur l'homicide de Quigley au laboratoire de police criminelle du comté de Santa Clara pour une analyse ADN. C'est ainsi, qu'ils ont trouvé une correspondance les renvoyant à un des témoins entendus de l'époque mais qui n'était guère suspecté : Richard Archibeque, un ancien camarade de classe de Quigley qui, selon les dires des témoins, était associable et solitaire. Après avoir longtemps nié les faits qui lui sont reprochés, Archibecque fut reconnu coupable du meurtre de Mary Quigley au premier degré à San Jose, Californie, le 2 mars 2009 et est condamné à  la prison à perpétuité[réf. nécessaire].

## Documentaire télévisé
- « Cauchemar au cœur de la nuit » (deuxième reportage) le 9 février 2019 dans Chroniques criminelles sur NT1.